# Shipwrecked Among Animals
Shipwrecked Among Animals è un cortometraggio muto del 1922 scritto, sceneggiato e diretto da Alf Goulding.

## Produzione
Il film fu prodotto dalla Century Film.

## Distribuzione
Distribuito dall'Universal Film Manufacturing Company, il film - un cortometraggio in due bobine - uscì nelle sale cinematografiche USA il 4 gennaio 1922.